# Rudall Hayward
Pour les articles homonymes, voir Hayward.
Rudall Charles Victor Hayward (4 juillet 1900 - 29 mai 1974) est un cinéaste britannique et néo-zélandais.

## Biographie
Rudall Hayward naît en 1900 à Wolverhampton, dans les Midlands de l'Ouest. Il est le fils de Rudall et Adelina Hayward, qui émigrent en Nouvelle-Zélande en 1905. Ses parents et son oncle, Henry John Hayward, travaillent dans le divertissement et le cinéma muet en Nouvelle-Zélande, dans West's Pictures et The Brescians. Il fait ses études à la Wanganui Collegiate School de 1916 à 1917 et à la Waihi School of Mines. Il travaille en Australie vers 1920 sous la direction de Raymond Longford, dans plusieurs des films de ce dernier, The Sentimental Bloke, On Our Selection et Rudd's New Selection.
Il réalise sa première comédie, The Bloke from Freeman's Bay, en 1920 avec 50 £ offertes par son oncle.
Son premier long métrage est My Lady of the Cave (1922). En 1923, il épouse Hilda Moren qui travaille avec lui en tant que monteuse et productrice sur ses films suivants, Rewi's Last Stand (1925), The Te Kooti Trail (1927) et The Bush Cinderella (1928),.
Entre 1928 et 1930, le couple réalise 23 comédies communautaires, avec des décors et acteurs locaux dans diverses villes notamment Tilly of Te Aroha, Hamilton's Hectic Husbands, A Daughter of Dunedin, Winifred of Wanganui, Natalie of Napier, et Patsy de Palmerston.
Son premier film sonore est On the Friendly Road (1936) avec Colin Scrimgeour, et il sonorise Rewi's Last Stand (1939). En 1950, il se remarie avec la star du film, Ramai Te Miha.
Ses films sont réalisés avec un budget minimal.
Après la Seconde Guerre mondiale, il travaille en Angleterre, notamment pour son film le plus connu, The Amazing Dolphin of Opononi sur Opo le dauphin. Il réalise des films éducatifs en Nouvelle-Zélande et à l'étranger, puis son dernier film To Love a Maori (1972), tourné en 16 mm.

## Distinctions
Hayward est nommé membre de l'ordre de l'Empire britannique, en 1973, pour ses services à la communauté.